# 米哈伊利夫卡 (霍羅希夫市鎮)
50°38′1″N 28°17′48″E / 50.63361°N 28.29667°E
米哈伊利夫卡（烏克蘭語：Михайлівка）是位於烏克蘭北部的村莊，由日托米爾州日托米爾區的霍羅希夫市鎮負責管轄。該村面積5.96平方公里，2001年人口155，人口密度每平方公里26.01人。